# Celtic League 2001-2002
La Celtic League 2001-02 fu la 1ª edizione della competizione transnazionale di rugby a 15 per club delle federazioni gallese, irlandese e scozzese.
Si tenne dal 17 agosto 2001 al 15 dicembre 2001 tra 15 squadre divise in due gironi, le migliori otto delle quali si affrontarono nella fase a eliminazione diretta; entrambi i gruppi furono composti da una squadra scozzese e due irlandesi, mentre il gruppo da 8 ebbe cinque gallesi contro le quattro del gruppo da 7).
La competizione fu messa in cantiere nell'estate del 2000 dalle federazioni delle tre Home Nations Galles, Irlanda e Scozia dopo il fallito tentativo di portare anche l'Inghilterra a bordo di un progetto chiamato British League che non vide mai la luce.
In tale prima stagione le gare della fase a gironi tra le squadre gallesi e scozzesi valsero anche per la contemporanea Welsh-Scottish League, mentre quelle tra irlandesi furono valide per quell'edizione dell'Interprovincial Championship; entrambi i citati tornei furono comunque soppressi a fine stagione.
Le quattro province irlandesi dominarono entrambi i gironi, classificandosi ai primi due posti in entrambi; in semifinale accedettero tre squadre irlandesi e una scozzese e la finale fu disputata a Dublino tra Leinster e Munster; benché formalmente ascritta alla stagione 2001-02 la competizione si svolse interamente nel 2001: partita ad agosto, infatti, la manifestazione vide il suo ultimo atto in dicembre, al termine di un derby irlandese di finale tra Leinster e Munster, vinto dalla provincia dublinese per 24-20.
Il valore delle marcature, come stabilito dall’IRFB nel 1992, era: 5 punti per ciascuna meta (7 se trasformata), 3 punti per la realizzazione di ciascun calcio piazzato, idem per il drop.

## Formula
Le squadre furono ripartite in due gironi, le prime quattro di ciascuno di esse ammesse ai quarti di finale.
Per stabilire l'ordine di qualificazione, dalla prima all'ottava, furono presi in considerazione i punteggi ottenuti alla fine della classifica di ogni girone e la differenza tra i punti marcati e subìti; ai fini della classifica furono assegnati tre punti per ogni vittoria e un punto per il pareggio.
La squadra prima classificata in tale seeding incontrò nei quarti di finale quella all'ottavo posto, e così quelle fino al quarto a incontrare quelle dal settimo al quinto; tutte le fasi a eliminazione diretta si tennero in gara unica e la finale si tenne in casa della squadra con il seeding migliore.

## Squadre partecipanti
| Galles      | Irlanda  | Scozia    |
| ----------- | -------- | --------- |
| Bridgend    | Connacht | Edimburgo |
| Caerphilly  | Leinster | Glasgow   |
| Cardiff RFC | Munster  |           |
| Ebbw Vale   | Ulster   |           |
| Llanelli    |          |           |
| Neath       |          |           |
| Newport     |          |           |
| Pontypridd  |          |           |
| Swansea     |          |           |

## Fase a gironi

### Girone A
|  | 1ª giornata           |       |
|  | --------------------- | ----- |
|  | Bridgend - Pontypridd | 19-27 |
|  | Ulster - Swansea      | 30-13 |
|  | Leinster - Glasgow    | 39-11 |
|  | Llanelli - Ebbw Vale  | 46-16 |
|  |                       |       |
|  | 4ª giornata           |       |
|  | Glasgow - Pontypridd  | 59-14 |
|  | Leinster - Ulster     | 31-9  |
|  | Ebbw Vale - Swansea   | 21-26 |
|  | Llanelli - Bridgend   | 36-3  |
|  |                       |       |
|  | 7ª giornata           |       |
|  | Glasgow - Llanelli    | 15-9  |
|  | Ebbw Vale - Bridgend  | 17-18 |
|  | Pontypridd - Ulster   | 20-29 |
|  | Swansea - Leinster    | 18-34 |

|  | 2ª giornata            |       |
|  | ---------------------- | ----- |
|  | Llanelli - Leinster    | 17-19 |
|  | Ebbw Vale - Pontypridd | 18-13 |
|  | Glasgow - Ulster       | 25-25 |
|  | Swansea - Bridgend     | 16-25 |
|  |                        |       |
|  | 5ª giornata            |       |
|  | Ebbw Vale - Ulster     | 27-29 |
|  | Pontypridd - Llanelli  | 17-19 |
|  | Swansea - Glasgow      | 13-21 |
|  | Bridgend - Leinster    | 32-51 |

|  | 3ª giornata           |       |
|  | --------------------- | ----- |
|  | Leinster - Ebbw Vale  | 55-13 |
|  | Ulster - Llanelli     | 26-27 |
|  | Pontypridd - Swansea  | 6-11  |
|  | Bridgend - Glasgow    | 50-15 |
|  |                       |       |
|  | 6ª giornata           |       |
|  | Leinster - Pontypridd | 52-14 |
|  | Llanelli - Swansea    | 21-27 |
|  | Glasgow - Ebbw Vale   | 58-22 |
|  | Ulster - Bridgend     | 46-14 |

#### Classifica
| Pos | Squadra    | G | V | N | P | PF  | PS  | DP   | Pt |
| --- | ---------- | - | - | - | - | --- | --- | ---- | -- |
| 1   | Leinster   | 7 | 7 | 0 | 0 | 281 | 114 | +167 | 21 |
| 2   | Ulster     | 7 | 4 | 1 | 2 | 194 | 157 | +37  | 13 |
| 3   | Glasgow    | 7 | 4 | 1 | 2 | 204 | 172 | +32  | 13 |
| 4   | Llanelli   | 7 | 4 | 0 | 3 | 175 | 123 | +52  | 12 |
| 5   | Swansea    | 7 | 3 | 0 | 4 | 124 | 158 | −34  | 9  |
| 6   | Bridgend   | 7 | 3 | 0 | 4 | 161 | 208 | −47  | 9  |
| 7   | Pontypridd | 7 | 1 | 0 | 6 | 111 | 207 | −96  | 3  |
| 8   | Ebbw Vale  | 7 | 1 | 0 | 6 | 134 | 245 | −111 | 3  |

### Girone B
|  | 1ª giornata           |       |
|  | --------------------- | ----- |
|  | Edimburgo - Munster   | 22-25 |
|  | Caerphilly - Neath    | 13-43 |
|  | Cardiff - Connacht    | 3-6   |
|  |                       |       |
|  | 4ª giornata           |       |
|  | Neath - Munster       | 30-22 |
|  | Caerphilly - Cardiff  | 15-49 |
|  | Newport - Edimburgo   | 29-11 |
|  |                       |       |
|  | 7ª giornata           |       |
|  | Munster - Cardiff     | 51-10 |
|  | Neath - Newport       | 11-19 |
|  | Connacht - Caerphilly | 62-0  |

|  | 2ª giornata            |       |
|  | ---------------------- | ----- |
|  | Connacht - Edimburgo   | 21-30 |
|  | Neath - Cardiff        | 25-14 |
|  | Newport - Caerphilly   | 50-22 |
|  |                        |       |
|  | 5ª giornata            |       |
|  | Connacht - Neath       | 28-10 |
|  | Edimburgo - Caerphilly | 27-20 |
|  | Munster - Newport      | 29-21 |

|  | 3ª giornata          |       |
|  | -------------------- | ----- |
|  | Edimburgo - Neath    | 20-32 |
|  | Munster - Connacht   | 40-19 |
|  | Cardiff - Newport    | 20-14 |
|  |                      |       |
|  | 6ª giornata          |       |
|  | Caerphilly - Munster | 18-61 |
|  | Cardiff - Edimburgo  | 32-24 |
|  | Newport - Connacht   | 14-16 |

#### Classifica
| Pos | Squadra     | G | V | N | P | PF  | PS  | DP   | Pt |
| --- | ----------- | - | - | - | - | --- | --- | ---- | -- |
| 1   | Munster     | 6 | 5 | 0 | 1 | 228 | 120 | +108 | 15 |
| 2   | Connacht    | 6 | 4 | 0 | 2 | 152 | 97  | +55  | 12 |
| 3   | Neath       | 6 | 4 | 0 | 2 | 151 | 116 | +35  | 12 |
| 4   | Newport     | 6 | 3 | 0 | 3 | 147 | 109 | +38  | 9  |
| 5   | Cardiff RFC | 6 | 3 | 0 | 3 | 128 | 135 | −7   | 9  |
| 6   | Edimburgo   | 6 | 2 | 0 | 4 | 134 | 159 | −25  | 6  |
| 7   | Caerphilly  | 6 | 0 | 0 | 6 | 88  | 292 | −204 | 0  |

## Ordine di qualificazione
| # | Squadra  | Punti | DP   |
| - | -------- | ----- | ---- |
| 1 | Leinster | 21    | +167 |
| 2 | Munster  | 15    | +108 |
| 3 | Ulster   | 13    | +37  |
| 4 | Glasgow  | 13    | +32  |
| 5 | Connacht | 12    | +55  |
| 6 | Llanelli | 12    | +52  |
| 7 | Neath    | 12    | +35  |
| 8 | Newport  | 9     | +38  |

## Play-off
|  | Quarti di finale | Quarti di finale | Quarti di finale |         |    | Semifinali | Semifinali | Semifinali |  |  | Finale | Finale   | Finale |
|  |                  |                  |                  |         |    |            |            |            |  |  |        |          |        |
|  | 1                | Leinster         | 34               |         |    |            |            |            |  |  |        |          |        |
|  | 8                | Newport          | 22               |         |    |            |            |            |  |  |        |          |        |
|  | 8                | Newport          | 22               |         |    | Leinster   | 35         |            |  |  |        |          |        |
|  |                  |                  |                  |         |    | Leinster   | 35         |            |  |  |        |          |        |
|  |                  |                  | Glasgow Warriors | 13      |    |            |            |            |  |  |        |          |        |
|  | 4                | Glasgow          | Glasgow Warriors | 13      | 34 |            |            |            |  |  |        |          |        |
|  | 4                | Glasgow          |                  |         | 34 |            |            |            |  |  |        |          |        |
|  | 5                | Connacht         | 29               |         |    |            |            |            |  |  |        |          |        |
|  |                  |                  |                  |         |    |            |            |            |  |  |        | Leinster | 24     |
|  |                  |                  |                  | Munster | 20 |            |            |            |  |  |        |          |        |
|  | 2                | Munster          | 13               |         |    |            |            |            |  |  |        |          |        |
|  | 7                | Llanelli         | 6                |         |    |            |            |            |  |  |        |          |        |
|  | 7                | Llanelli         | 6                |         |    | Munster    | 35         |            |  |  |        |          |        |
|  |                  |                  |                  |         |    | Munster    | 35         |            |  |  |        |          |        |
|  |                  |                  | Ulster           | 13      |    |            |            |            |  |  |        |          |        |
|  | 3                | Ulster           | Ulster           | 13      | 38 |            |            |            |  |  |        |          |        |
|  | 3                | Ulster           |                  |         | 38 |            |            |            |  |  |        |          |        |
|  | 6                | Neath            | 29               |         |    |            |            |            |  |  |        |          |        |

### Quarti di finale
| Arbitro: | Tony Spreadbury |

|               |      |                 |
| Blair A. Ward | mt   | Tiueti A. Moore |
| Humphreys (2) | tr   | L. Jarvis (2)   |
| Humphreys (8) | c.p. | L. Jarvis (4)   |
|               | drop | L. Jarvis       |

| Arbitro: | Steve Lander |

|                                  |      |                           |
| Dempsey Hickie O’Driscoll Horgan | mt   | Mostyn Marinos M. Watkins |
| Spooner (4)                      | tr   | Howarth (2)               |
| Spooner (2)                      | c.p. | Howarth                   |

| Arbitro: | Nigel Whitehouse |

|               |      |                                     |
| Robinson Munn | mt   | J. McLaren Hayes J. White Flockhart |
| Elwood (2)    | tr   | Hayes (4)                           |
| Elwood (4)    | c.p. | Hayes (2)                           |
| Elwood (1)    | drop |                                     |

| Arbitro: | Rob Dickson |

|             |      |              |
| Prendergast | mt   |              |
| O’Gara      | c.p. | S. Jones (2) |

### Semifinali
| Arbitro: | Nigel Williams |

|                                  |      |           |
| Dempsey O’Driscoll Horgan Hickie | mt   | Bartlett  |
| Spooner (3)                      | tr   | Hayes     |
| Spooner (2) O'Meara              | c.p. | Hayes (2) |

| Arbitro: | Iain Ramage |

|            |      |               |
| O’Gara (5) | c.p. | Humphreys (3) |

### Finale
| Arbitro: | Nigel Whitehouse |

|                  |      |                            |
| S. Horgan D'Arcy | mt   | O'Neill A. Horgan A. Foley |
| Spooner          | tr   | O'Gara                     |
| Spooner (4)      | c.p. | O'Gara                     |

## Verdetti
- Leinster: Campione della Celtic League.
- Leinster, Llanelli, Glasgow Warriors, Swansea, Edimburgo, Newport, Ulster, Cardiff RFC, Munster e Neath: qualificate alla Heineken Cup 2002-03.
- Bridgend, Caerphilly, Connacht, Ebbw Vale e Pontypridd: qualificate alla Challenge Cup 2002-03.